# Sant'Alfonso di Liguori all'Esquilino
Sant'Alfonso di Liguori all'Esquilino ou Igreja de Santo Afonso de Ligório no Esquilino é uma igreja titular de Roma, Itália, localizada na Via Merulana, no rione Esquilino, e dedicada a Santo Afonso de Ligório, o fundador da Congregação do Santíssimo Redentor (redentoristas), que construíram e servem esta igreja.
É um dos raros exemplos da arquitetura neogótica em Roma e uma das últimas igrejas papais de Roma.
O atual cardeal-presbítero protetor do título do Santíssimo Redentor e Santo Afonso na Via Merulana é Vincent Nichols.

## História
Sant'Alfonso foi construída entre 1855 e 1859 com base num projeto do arquiteto escocês George Wigley. A fachada é de tijolos e travertino, com três portas. No tímpano da central está um mosaico multicolorido de Nossa Senhora do Perpétuo Socorro. No alto da fachada está ainda uma rosácea.
O interior, ricamente decorado em mármore, é do final do século XIX e obra do pintor bávaro e padre redentorista Max Schmalzl (1850–1930). A abside é coroada por um mosaico de 1964 do Cristo Redentor entronado entre a Virgem Maria e São José, seus pais terrenos. Abaixo está o ícone original de Nossa Senhora do Perpétuo Socorro, de procedência cretense (séc. XIV) e presenteado aos redentoristas pelo papa Pio IX em 1866.

## Galeria

Imagens da igreja
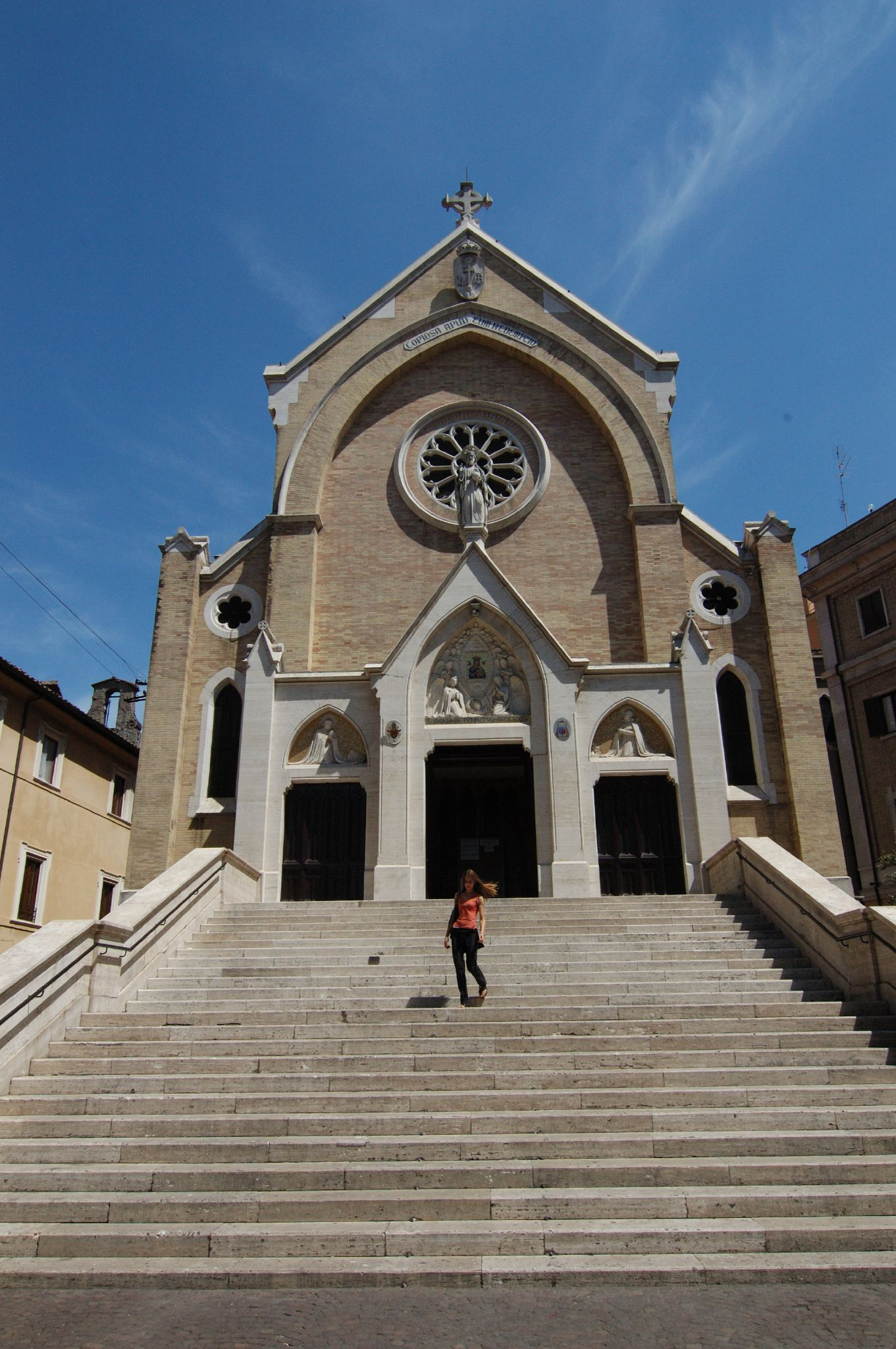
Escadaria e a fachada
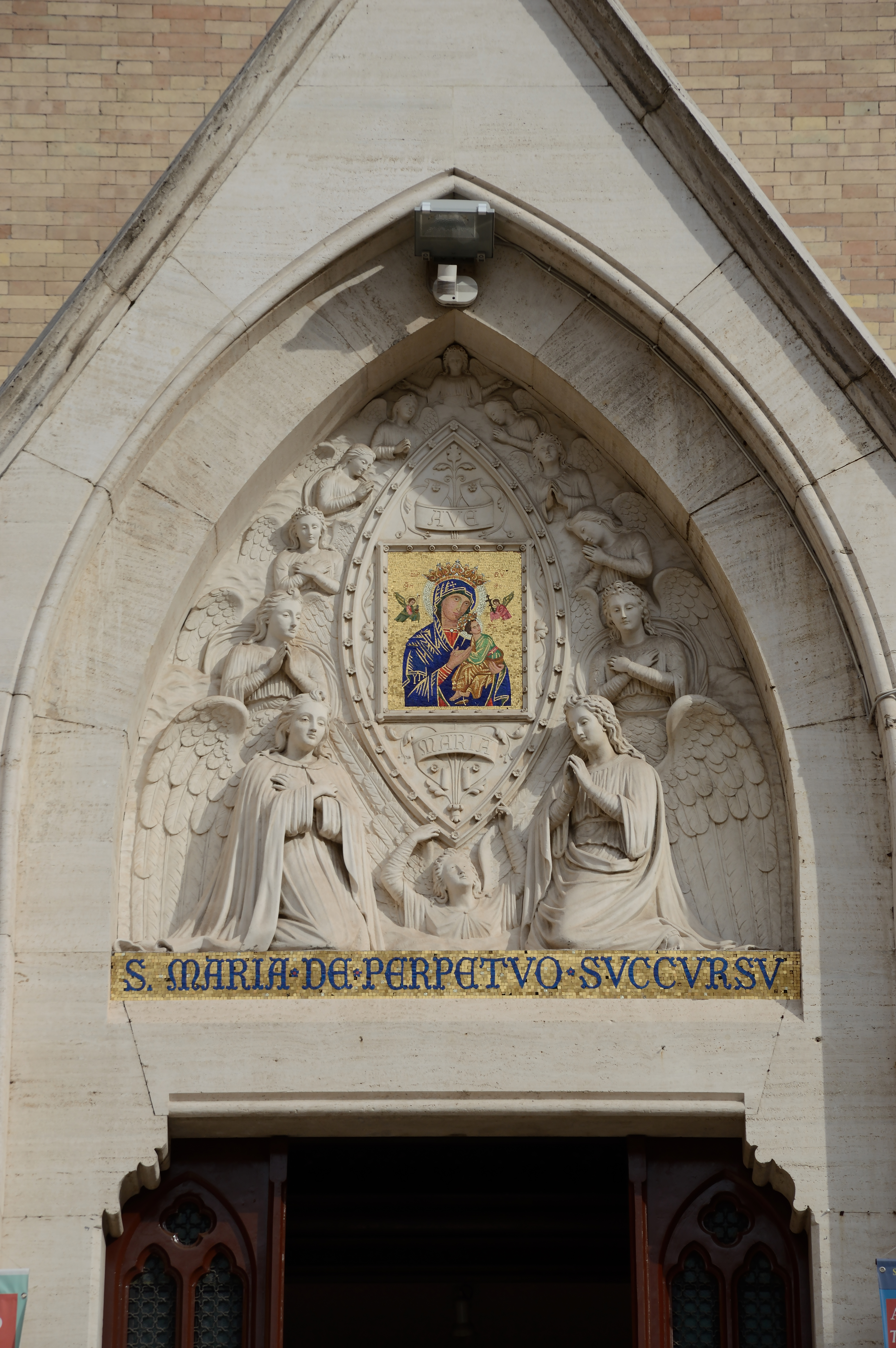
Mosaico de Nossa Senhora do Perpétuo Socorro na fachada
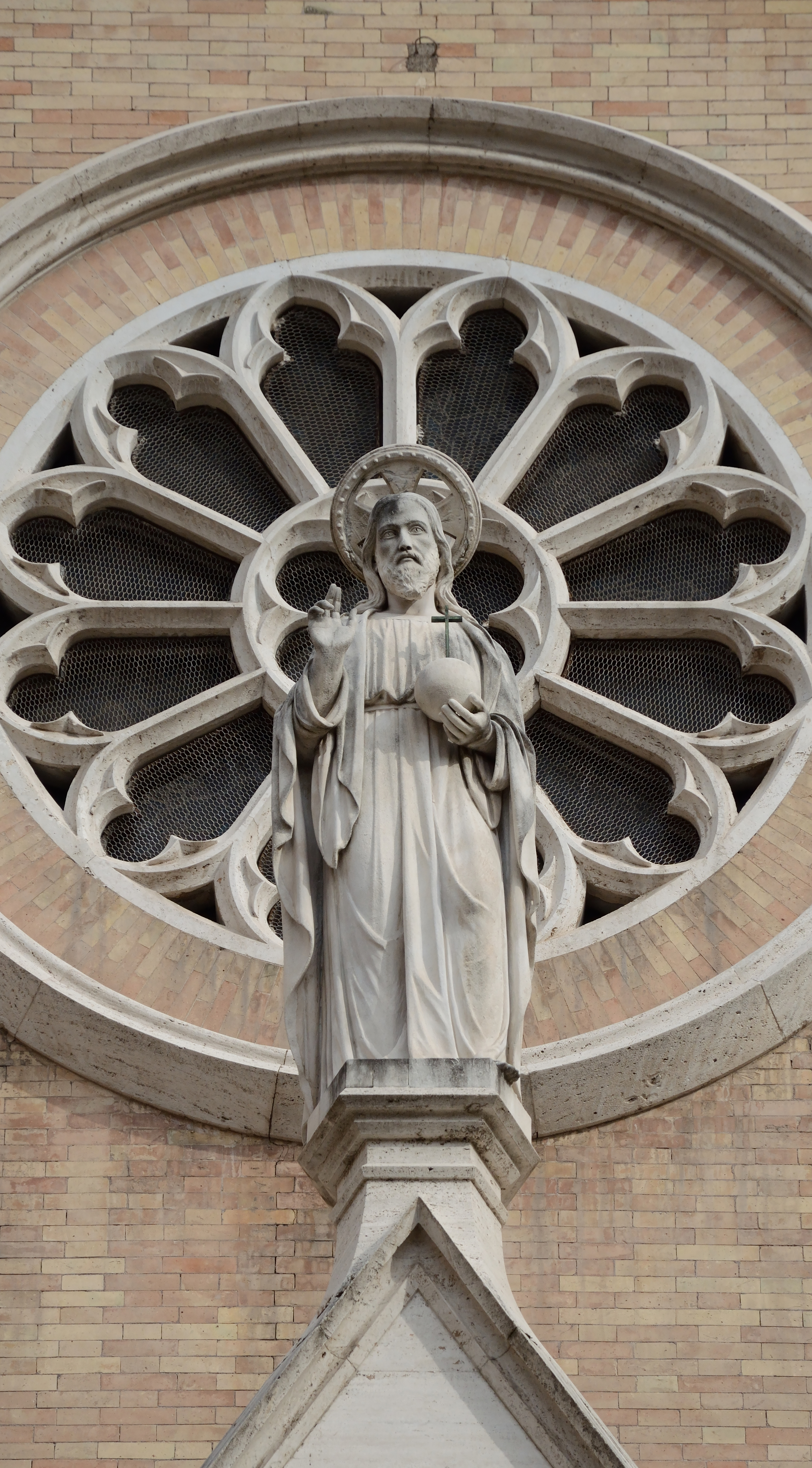
Cristo Redentor na fachada
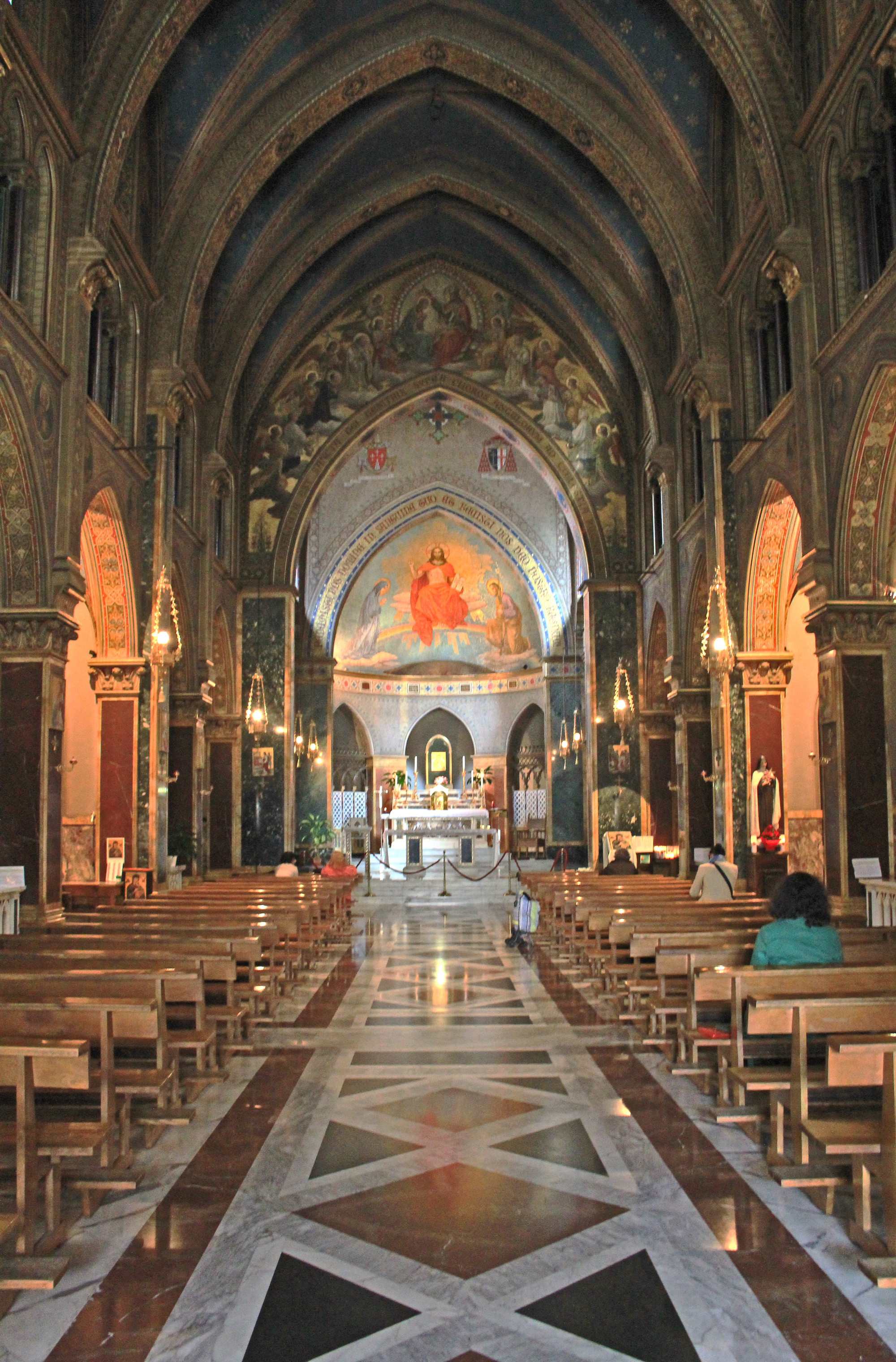
Vista do interior
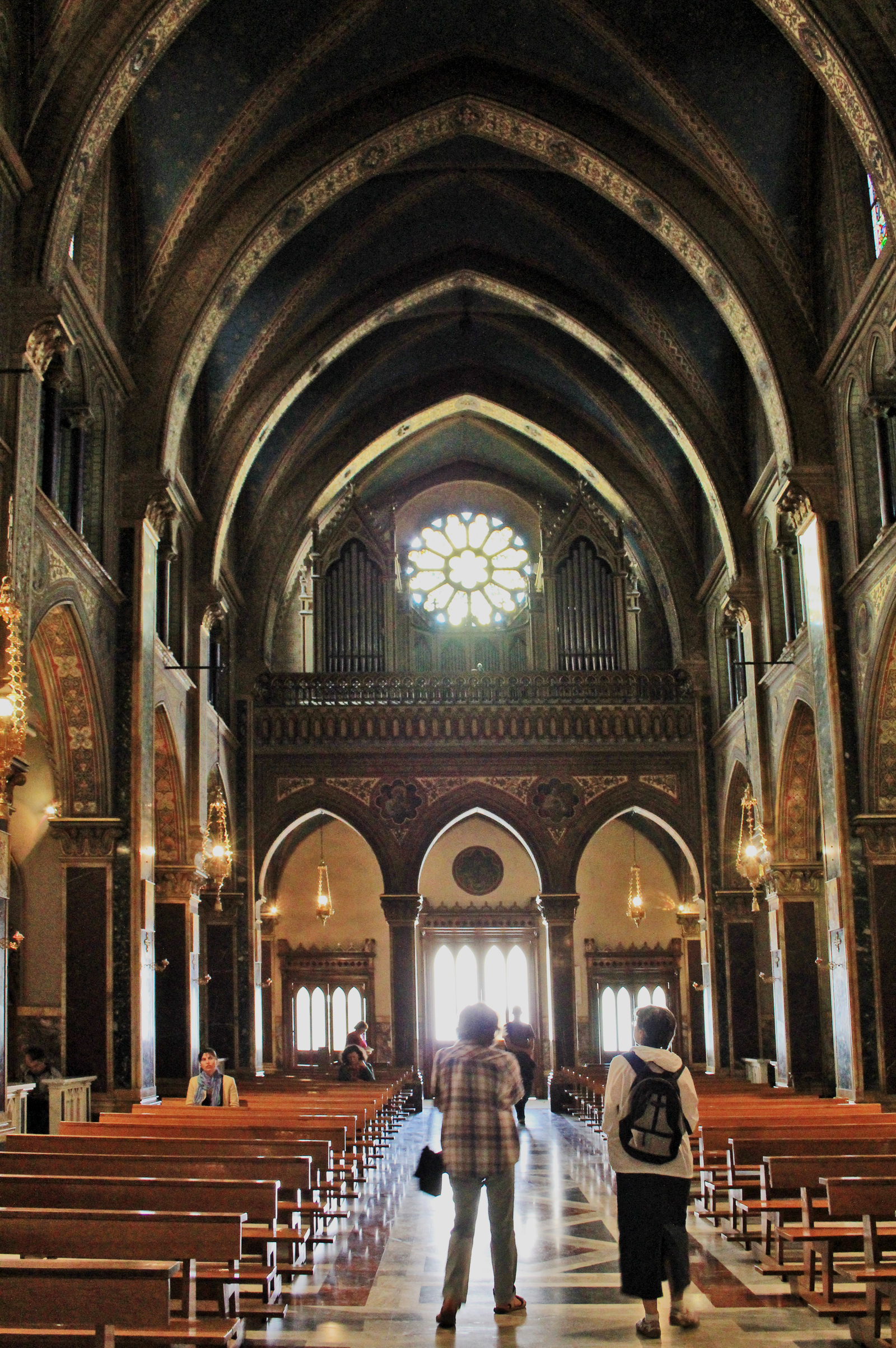
Contra-fachada e o órgão
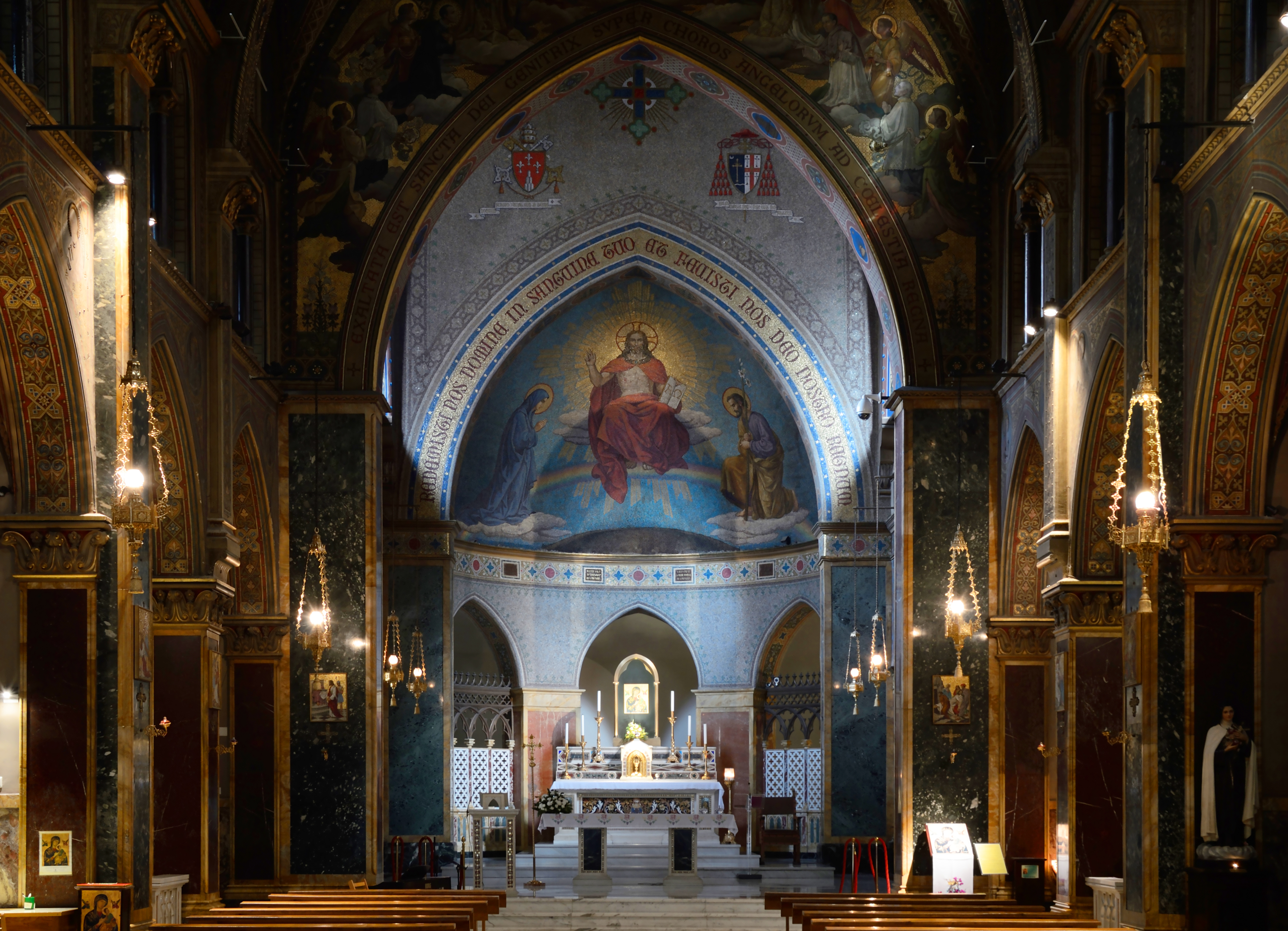
Abside e o altar-mor